# Saint-Genès-la-Tourette

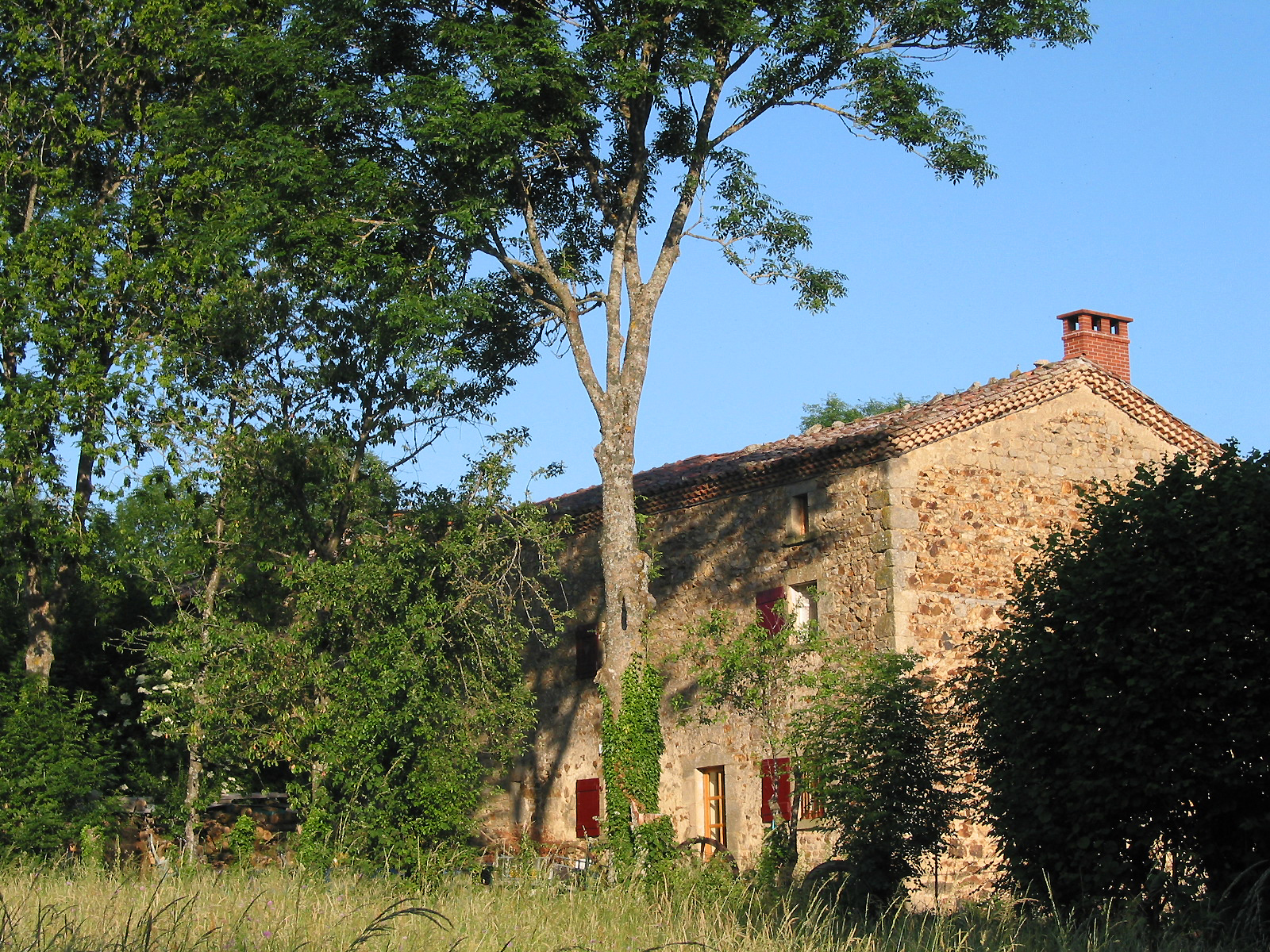
Một nông trại cổ ở Maredon hamlet.

 Saint-Genès-la-Tourette  là một xã ở tỉnh Puy-de-Dôme trong vùng Auvergne-Rhône-Alpes miền trung nước Pháp.